# آقای باتینیول
آقای باتینیول (انگلیسی: Monsieur Batignole) فیلمی فرانسوی به کارگردانی ژرار ژونیو است که در سال ۲۰۰۲ اکران شد. این فیلم داستان یک بقال معمولی به نام ادموند باتینیول را به تصویر می‌کشد که به پسر یهودی همسایه خود و دو پسر عموی آن پسر کمک می‌کند تا سالم به سوئیس برسند.